# Climaxvegetatie
Climaxvegetatie is de vegetatie die ontstaat wanneer men een gebied gedurende lange tijd (jaren tot eeuwen) onaangeroerd laat. Het is de stabielste vorm die op die plaats mogelijk is. Dit betekent dat de soortensamenstelling (levensgemeenschappen) in de tijd onveranderlijk is. Individuen uit de levensgemeenschappen zullen sterven en worden vervangen door individuen van dezelfde soort.
Door ingrijpen van de mens zijn er echter steeds minder van dergelijke climaxvegetaties te vinden. In Nederland en België waren de climaxvegetaties meestal een gemengd eiken- en beukenbos of hoogveen. Andere voorbeelden van climaxvegetatie zijn regenwouden of woestijnen.

## Plagioclimaxvegetatie
Climaxvegetatie die door antropogene standplaatsfactoren afwijkt van de natuurlijke climaxvegetatie noemt men plagioclimaxvegetatie.